# Pteronemobius neimongolensis
Pteronemobius neimongolensis är en insektsart som beskrevs av Kang och W. Mao 1990. Pteronemobius neimongolensis ingår i släktet Pteronemobius och familjen syrsor. Inga underarter finns listade i Catalogue of Life.